# Park Shin-yang
Park Shin-yang (en hangul, 박신양; hanja, 朴新陽; nacido en Gonghang el 1 de noviembre de 1968) es un actor surcoreano.
Se especializó en actuación en la Universidad de Dongguk en Corea del Sur, y estudió en la Escuela Superior de Teatro Mikhail Shchepkin en Rusia.
Desde 1996 ha ganado varios premios de actuación en Corea del Sur.

## Carrera profesional
Graduado de la Universidad Dongguk y de la Escuela de Teatro Shchepkin en Rusia, Park debutó en el drama Yuri en 1996. Se hizo famoso después de aparecer en los exitosos melodramas The Letter (1997) y A Promise (1998). Su trabajo en esta última le valió varios premios como mejor actor.
A principios de la década de 2000, Park siguió apareciendo en películas importantes, como la comedia de gángsters, ¡Hola! ¡Dharma!  así como el thriller The Big Swindle.
En 2004 obtuvo un amplio reconocimiento como uno de los actores principales de Corea del Sur con la serie de televisión Lovers in Paris. Con una audiencia promedio de más del 40% y un pico del 56,3%, Lovers in Paris se convirtió en una de las series coreanas más vistas de siempre. Con ella Park ganó el Gran Premio (Daesang) con su coprotagonista Kim Jung-eun en los SBS Drama Awards. La serie generó muchas tendencias y parodias con artistas que imitaban la famosa frase de Park «¡Vamos, cariño!» y «¿Por qué no puedes decirlo? ¿Por qué no puedes decir que este es mi hombre, que este es el hombre que amo?» en programas de variedades.
También protagonizó el drama televisivo War of Money (2007), que fue un gran éxito de audiencia y le valió el Gran Premio en los SBS Drama Awards por segunda vez. La serie se prolongó por 4 episodios y los productores acordaron pagar a Park 170 millones de wones por episodio. Sin embargo, luego aquellos incumplieron el trato, alegando que Park trató de capitalizar la gran popularidad del drama pidiendo demasiado dinero. Park emprendió acciones legales y, en noviembre de 2009, ganó la demanda. En consecuencia, la Asociación de Producción de Dramas de Corea (CODA) prohibió a Park aparecer en cualquier serie producida por miembros de la asociación por un período indefinido.
Mientras tanto, durante la demanda, Park protagonizó el drama histórico aclamado por la crítica Painter of the Wind (2008) junto a Moon Geun-young.
Después de una ausencia de tres años en la televisión, la prohibición de Park se levantó en 2011, y el actor regresó con el drama médico Sign (2011).
A principios de 2013, Park protagonizó la película Man on the Edge, una comedia que fue un éxito de taquilla.
Después de una pausa de cinco años, Park regresó a la televisión en 2016 con el drama legal de KBS2 My Lawyer, Mr. Jo. En 2019, repitió su papel en la segunda temporada de la serie, titulada  My Lawyer, Mr. Jo 2: Crime and Punishment.

## Vida personal
Park se casó con Baek Hae-jin en 2002. Tienen una hija, Park Seung-chae.
En 2004, el Museo de Tolstoi nombró a Park como embajador en Corea del Sur.
En 2021, a los 53 años, Park se inscribió en un máster en Bellas Artes y Pintura Occidental en la Universidad de Andong.

## Filmografía

### Películas
| Año   | Título                          | Papel                | Notas              | Ref.          |
| ----- | ------------------------------- | -------------------- | ------------------ | ------------- |
| 1996  | Yuri                            | Yuri                 |                    |               |
| 1997  | Poison                          |                      |                    | [ 27 ]        |
| 1997  | The Letter                      | Hwan-yoo             |                    | [ 28 ]        |
| 1997  | Motel Cactus                    | Kim Suk-tae          |                    | [ 29 ]        |
| 1998  | A Promise                       | Gong Sang-du         |                    |               |
| 1998  | White Valentine                 | Park Hyun-jun        |                    | [ 30 ]        |
| 2000  | Kilimanjaro                     | Hae-cheol / Hae-shik |                    | [ 31 ]        |
| 2001  | Indian Summer                   | Seo Jun-ha           |                    | [ 32 ] [ 33 ] |
| 2001  | Hi! Dharma!                     | Jae-gyu              |                    | [ 34 ]        |
| 2003  | The Uninvited                   | Kang Jung-won        |                    | [ 35 ]        |
| 2004  | The Big Swindle                 | Choi Chang-hyeok     |                    | [ 36 ]        |
| 2004  | Hi! Dharma 2: Showdown in Seoul | Jae-gyu              | Aparición especial |               |
| 2007  | Meet Mr. Daddy                  | Woo Jong-dae         |                    |               |
| 2012  | Miss Conspirator                | Baek Bong-nam        | Aparición especial | [ 37 ] [ 38 ] |
| 2013  | Man on the Edge                 | Gwang-ho             |                    |               |
| Prog. | Three Days                      |                      |                    | [ 39 ]        |

### Series de televisión
| Año  | Título                                    | Papel         | Notas              |
| ---- | ----------------------------------------- | ------------- | ------------------ |
| 1996 | Power of Love                             | Moon Dong Hui |                    |
| 1996 | Apple Blossom's Fragrance                 |               |                    |
| 1998 | Fascinate my Heart                        | Seok-chan Yun |                    |
| 2004 | Lovers in Paris                           | Han Ki-joo    | [ 6 ] [ 8 ] [ 40 ] |
| 2007 | War of Money                              | Geum Na-ra    | [ 11 ]             |
| 2008 | Painter of the Wind                       | Kim Hong-do   | [ 41 ] [ 42 ]      |
| 2011 | Sign                                      | Yoon Ji-hoon  | [ 43 ]             |
| 2016 | My Lawyer, Mr. Jo                         | Jo Deul-ho    | [ 21 ] [ 22 ]      |
| 2019 | My Lawyer, Mr. Jo 2: Crime and Punishment | Jo Deul-ho    | [ 23 ]             |

### Espectáculos de variedades
| Año  | Título                          | notas |
| ---- | ------------------------------- | ----- |
| 2016 | Actor School                    |       |
| 2017 | The Traveler’s Guide to My Room |       |

## Premios y nominaciones
| Año  | Premio                                         | Categoría                                                | Papel                                     | Resultado | Ref.   |
| ---- | ---------------------------------------------- | -------------------------------------------------------- | ----------------------------------------- | --------- | ------ |
| 1996 | 17th Blue Dragon Film Awards                   | Mejor actor revelación                                   | Yuri                                      | Ganador   |        |
| 1997 | 33rd Baeksang Art Awards                       | Mejor actor revelación                                   | Yuri                                      | Ganador   |        |
| 1997 | 35th Grand Bell Awards                         | Mejor actor revelación                                   | Yuri                                      | Nominado  |        |
| 1997 | 18th Blue Dragon Film Awards                   | Mejor actor protagonista                                 | Motel Cactus                              | Nominado  |        |
| 1998 | 18th Korean Association of Film Critics Awards | Mejor actor revelación                                   | The Letter                                | Ganador   |        |
| 1998 | 18th Korean Association of Film Critics Awards | Actor más popular                                        | The Letter                                | Ganador   |        |
| 1998 | 21st Golden Cinematography Awards              | Actor más popular                                        | The Letter                                | Ganador   |        |
| 1998 | 34th Baeksang Art Awards                       | Actor más popular                                        | The Letter                                | Ganador   |        |
| 1998 | SBS Drama Awards                               | Premio a la gran excelencia, actor                       | Fascinate My Heart                        | Nominado  |        |
| 1998 | 19th Blue Dragon Film Awards                   | Mejor actor protagonista                                 | A Promise                                 | Ganador   | [ 44 ] |
| 1998 | 19th Blue Dragon Film Awards                   | Actor más popular                                        | A Promise                                 | Ganador   |        |
| 1999 | 7th Chunsa Film Art Awards                     | Mejor actor                                              | A Promise                                 | Ganador   |        |
| 1999 | 35th Baeksang Arts Awards                      | Mejor actor (cine)                                       | A Promise                                 | Nominado  |        |
| 1999 | 36th Grand Bell Awards                         | Mejor actor                                              | A Promise                                 | Nominado  |        |
| 2004 | 41st Grand Bell Awards                         | Mejor actor                                              | The Big Swindle                           | Nominado  |        |
| 2004 | 25th Blue Dragon Film Awards                   | Mejor actor protagonista                                 | The Big Swindle                           | Nominado  |        |
| 2004 | 5th Korea Visual Arts Festival                 | Photogenic Award, TV category                            | Lovers in Paris                           | Ganador   |        |
| 2004 | SBS Drama Awards                               | Gran Premio (Daesang)                                    | Lovers in Paris                           | Ganador   | [ 45 ] |
| 2004 | SBS Drama Awards                               | Premio a la gran excelencia, actor                       | Lovers in Paris                           | Nominado  |        |
| 2004 | SBS Drama Awards                               | Premio a la excelencia, actor en un drama especial       | Lovers in Paris                           | Nominado  |        |
| 2004 | SBS Drama Awards                               | Top 10 Stars                                             | Lovers in Paris                           | Ganador   | [ 45 ] |
| 2005 | 41st Baeksang Arts Awards                      | Mejor actor (TV)                                         | Lovers in Paris                           | Nominado  |        |
| 2007 | Korean Swan Best Dresser Awards                | Swan Mejor actor en TV                                   | War of Money                              | Ganador   |        |
| 2007 | SBS Drama Awards                               | Gran Premio (Daesang)                                    | War of Money                              | Ganador   | [ 46 ] |
| 2007 | SBS Drama Awards                               | Premio Netizen                                           | War of Money                              | Ganador   | [ 47 ] |
| 2007 | SBS Drama Awards                               | Top 10 Stars                                             | War of Money                              | Ganador   |        |
| 2008 | 44th Baeksang Arts Awards                      | Mejor actor (TV)                                         | War of Money                              | Ganador   | [ 48 ] |
| 2008 | SBS Drama Awards                               | Premio a la gran excelencia, actor                       | Painter of the Wind                       | Nominado  |        |
| 2011 | SBS Drama Awards                               | Premio a la gran excelencia, actor en un drama especial  | Sign                                      | Nominado  |        |
| 2016 | 9th Korea Drama Awards                         | Gran Premio (Daesang)                                    | My Lawyer, Mr. Jo                         | Nominado  | [ 49 ] |
| 2016 | KBS Drama Awards                               | Premio a la gran excelencia, actor                       | My Lawyer, Mr. Jo                         | Ganador   | [ 50 ] |
| 2016 | KBS Drama Awards                               | Premio a la excelencia, actor en serie de media duración | My Lawyer, Mr. Jo                         | Nominado  |        |
| 2019 | 12th Korea Drama Awards                        | Premio a la gran excelencia, actor                       | My Lawyer, Mr. Jo 2: Crime and Punishment | Nominado  | [ 51 ] |
| 2019 | KBS Drama Awards                               | Premio a la gran excelencia, actor                       | My Lawyer, Mr. Jo 2: Crime and Punishment | Nominado  |        |
| 2019 | KBS Drama Awards                               | Premio a la excelencia, actor en serie de media duración | My Lawyer, Mr. Jo 2: Crime and Punishment | Nominado  |        |